# Radio Ognjišče
Radio Ognjišče je slovenska nepridobitna radijska postaja s statusom posebnega pomena. Oddaja iz Ljubljane, pretežno versko obarvan program. 
Z oddajanjem je Radio Ognjišče pričel leta 1994, v njegovem dosegu je celotna Slovenija z delom zamejstva. Uredništva pripravljajo oddaje za poslušalce vseh generacij in interesov, glasbeni program obsega široko paleto zvrsti in izvajalcev. Velik poudarek Radio Ognjišče namenja uporabi normativnega slovenskega jezika. 
Radio Ognjišče izdaja revijo PRO (Prijatelji Radia Ognjišče), z darovi katere se polovično financira. Vsako leto je Ognjišče soorganizator festivala moderne duhovne glasbe Ritem srca, že več kot 25 let pa v Gallusovi dvorani Cankarjevega doma pripravlja Gala koncert Radia Ognjišče.

## Uredništva
| Direktor                                     | Franci Trstenjak |
| Odgovorni urednik:                           | Tadej Sadar      |
| Informativno uredništvo:                     | Alen Salihović   |
| Uredništvo otroškega in mladinskega programa | Jure Sešek       |
| Uredništvo dokumentarnega programa           | Robert Božič     |
| Uredništvo kulturnega programa               | Jože Bartolj     |
| Uredništvo za zabavno glasbo                 | Ivan Hudnik      |
| Športno uredništvo                           | Jure Sešek       |
| Uredništvo za resno in sakralno glasbo       | Tadej Sadar      |

## Radijski glasovi
Med voditelji Radia Ognjišče so Jure Sešek, Jože Bartolj, Tadej Sadar, Mateja Subotičanec, Marjan Bunič, Blaž Lesnik in drugi.

## Poslušanost
Ognjišče je sedma najbolj poslušana radijska postaja v Sloveniji.